# 蒂湖 (印第安納州)
蒂湖（英語：Tee Lake）是位於美國印地安納州拉波特縣的一個非建制地區。該地的面積和人口皆未知。